# MGAT1
MGAT1 (англ. Mannosyl (alpha-1,3-)-glycoprotein beta-1,2-N-acetylglucosaminyltransferase) – білок, який кодується однойменним геном, розташованим у людей на короткому плечі 5-ї хромосоми.  Довжина поліпептидного ланцюга білка становить 445 амінокислот, а молекулярна маса — 50 878.
| 10         |  | 20         |  | 30         |  | 40         |  | 50         |
| ---------- |  | ---------- |  | ---------- |  | ---------- |  | ---------- |
| MLKKQSAGLV |  | LWGAILFVAW |  | NALLLLFFWT |  | RPAPGRPPSV |  | SALDGDPASL |
| TREVIRLAQD |  | AEVELERQRG |  | LLQQIGDALS |  | SQRGRVPTAA |  | PPAQPRVPVT |
| PAPAVIPILV |  | IACDRSTVRR |  | CLDKLLHYRP |  | SAELFPIIVS |  | QDCGHEETAQ |
| AIASYGSAVT |  | HIRQPDLSSI |  | AVPPDHRKFQ |  | GYYKIARHYR |  | WALGQVFRQF |
| RFPAAVVVED |  | DLEVAPDFFE |  | YFRATYPLLK |  | ADPSLWCVSA |  | WNDNGKEQMV |
| DASRPELLYR |  | TDFFPGLGWL |  | LLAELWAELE |  | PKWPKAFWDD |  | WMRRPEQRQG |
| RACIRPEISR |  | TMTFGRKGVS |  | HGQFFDQHLK |  | FIKLNQQFVH |  | FTQLDLSYLQ |
| REAYDRDFLA |  | RVYGAPQLQV |  | EKVRTNDRKE |  | LGEVRVQYTG |  | RDSFKAFAKA |
| LGVMDDLKSG |  | VPRAGYRGIV |  | TFQFRGRRVH |  | LAPPLTWEGY |  | DPSWN      |

A: Аланін

C: Цистеїн

D: Аспарагінова кислота

E: Глутамінова кислота

F: Фенілаланін

G: Гліцин

H: Гістидин

I: Ізолейцин

K: Лізин

L: Лейцин

M: Метіонін

N: Аспарагін

P: Пролін

Q: Глутамін

R: Аргінін

S: Серин

T: Треонін

V: Валін

W: Триптофан

Кодований геном білок за функціями належить до трансфераз, глікозилтрансфераз. 
Задіяний у такому біологічному процесі як поліморфізм. 
Білок має сайт для зв'язування з іонами металів, іоном марганцю. 
Локалізований у мембрані, апараті гольджі.